# طیف‌سنجی پراکندگی انرژی پرتو ایکس(EDS)
- مقدمه‌ای بر طیف‌سنجی پراکندگی انرژی پرتو ایکس EDS و اصول اولیه آن

طیف‌سنجی پراکندگی انرژی پرتو ایکس(EDS) یک تکنیک تحلیلی استاندارد است که در میکروسکوپی الکترونی استفاده می‌شود. این تکنیک، پرتوهای ایکس منتشر شده از یک ماده را که در اثر بمباران با الکترون‌های پرانرژی تولید می‌شوند، شناسایی می‌کند. این پرتوها به دلیل تحریک و انتقال الکترون‌های پوسته داخلی به سطوح انرژی بالاتر و سپس بازگشت به حالت پایه خود ایجاد می‌شوند و پرتوهای ایکس مشخصی آزاد می‌کنند. این پرتوهای ایکس که خاص عناصر موجود در ماده هستند، EDS را به ابزاری ارزشمند برای تحلیل مواد تبدیل کرده‌اند. EDS به دلیل توانایی آن در تحلیل عناصر سنگین با کارایی بالا، بخشی جدایی‌ناپذیر از میکروسکوپی الکترونی تحلیلی است. پرتوهای ایکس تولید شده بر اساس انتقالات خود دسته‌بندی می‌شوند که امضاهای انرژی خاصی برای عناصر مختلف ارائه می‌دهند.

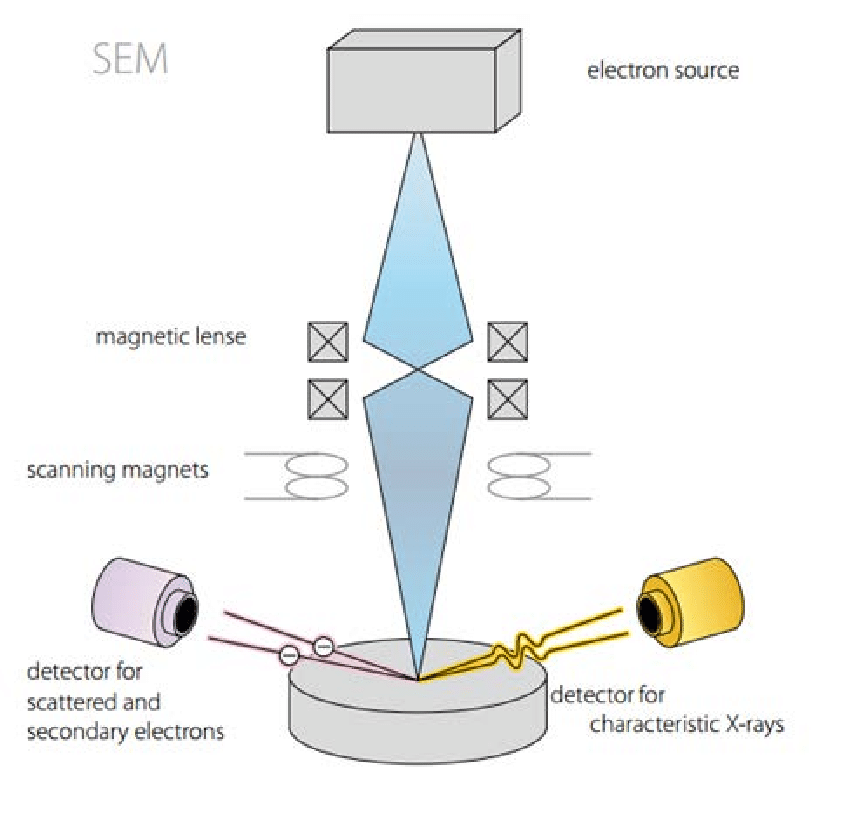
ENERGY DISPERSIVE SPECTROSCOPY

- پیشرفت‌های تکنولوژی EDS و نقشه‌برداری در مقیاس اتمی

ادغام EDS با میکروسکوپی الکترونی انتقالی اسکنی(STEM)، نقشه‌برداری شیمیایی در وضوح اتمی را متحول کرده است. تکنیک‌هایی مانند تصویربرداری کنتراست، همراه با آشکارسازهای پیشرفته، نسبت سیگنال به نویز و خاصیت شیمیایی بهتری را ممکن ساخته‌اند. این پیشرفت‌ها از طریق استفاده از چندین آشکارساز سیلیکونی با کارایی جمع‌آوری بهبود‌یافته محقق شده است. مطالعات موردی توانایی EDS را در نقشه‌برداری عناصر در نانوساختارها مانند کریستال‌ها نشان داده‌اند. توسعه میکروسکوپ‌های الکترونی با تصحیح انحراف کروی اندازه پراب را کاهش داده و امکان تصویربرداری و نقشه‌برداری دقیق ستون‌های اتمی را فراهم کرده است. استفاده از مدل‌های نظری تفسیر دقیق داده‌های تجربی را تسهیل کرده است.
- کاربردها در تحلیل نانوذرات

در تحلیل نانوذرات، EDS در تعیین ترکیبات شیمیایی و ساختارها برجسته است. به عنوان مثال، شبیه‌سازی‌های مونت‌کارلو حجم تعامل را مدل‌سازی می‌کنند و به پیش‌بینی انتشار پرتو ایکس از نانوذرات کمک می‌کنند. آشکارسازهای مدرن با مناطق فعال بزرگ برای دستیابی به نسبت سیگنال به نویز بالا، که برای تحلیل تک‌ذره‌ها مورد نیاز است، حیاتی هستند. مطالعات موردی کاربرد EDS را در تمایز نانوذرات مخلوط، تعیین ساختارهای پوسته-هسته و تصویرسازی ترکیبات مرزی نشان داده‌اند. توانایی تحلیل عناصر سبک و هندسه‌های پیچیده EDS را به ابزاری چندمنظوره برای تحقیقات نانو تبدیل کرده است.
- توانایی‌های کمی و چالش‌ها

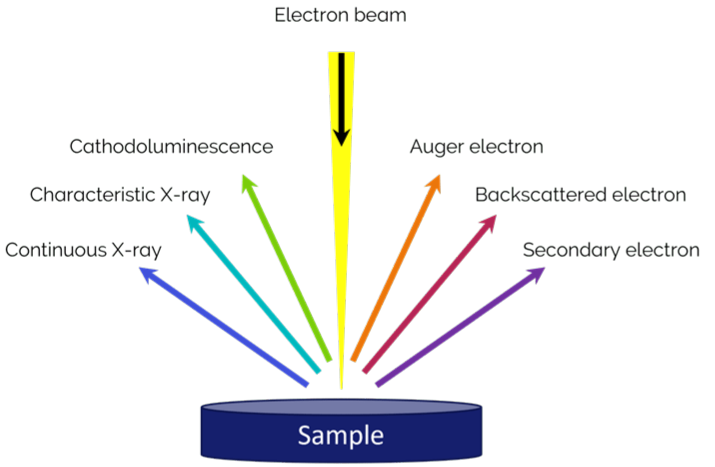
type of electrons ejected from sample

تحلیل کمی با EDS شامل تعیین غلظت عناصر با اندازه‌گیری شدت پرتوهای ایکس و اعمال عوامل تصحیحی مانند ZAF (عدد اتمی، جذب و فلورسانس) است. نتایج دقیق وابسته به حداقل رساندن خطاهایی مانند هم‌پوشانی قله‌های پرتو ایکس، هندسه نمونه و کارایی آشکارساز است. برای نمونه‌های نازک، وضوح مکانی به طور قابل توجهی بهبود می‌یابد و امکان نقشه‌برداری ترکیبی دقیق‌تر فراهم می‌شود. با این حال، چالش‌هایی مانند هم‌پوشانی قله‌ها و جذب پرتوهای ایکس کم‌انرژی نیاز به کالیبراسیون پیچیده و نرم‌افزار تحلیل پیشرفته دارند.
- وضوح در مقیاس اتمی

نقشه‌برداری شیمیایی در مقیاس اتمی با استفاده از EDS به تکنیک‌های پیشرفته میکروسکوپی الکترونی متکی است. استفاده از میکروسکوپ‌های اصلاح‌شده و منابع الکترونی با درخشندگی بالا، امکان تصویربرداری دقیق ستون‌های اتمی را فراهم کرده است. شبیه‌سازی‌ها با استفاده از مدل‌هایی مانند تقریب Born-Oppenheimer، از این یافته‌های تجربی پشتیبانی کرده و درک پدیده‌هایی مانند کانال‌سازی پراب و پراکندگی حرارتی را تسهیل می‌کنند. پتانسیل وضوح اتمی EDS را به ابزاری ارزشمند برای علوم مواد، به ویژه در مطالعه مرزها و ساختارهای شبکه‌ای تبدیل کرده است.
- چشم‌اندازهای آینده و ادغام با تکنیک‌های مکمل

آینده EDS در ادغام آن با تکنیک‌های مکمل مانند طیف‌سنجی پراکندگی طول موج پرتو ایکس (WDS) و طیف‌سنجی الکترون آژه (AES) نهفته است. این تکنیک‌ها در کنار EDS رویکرد جامعی برای شناسایی مواد ارائه می‌دهند و محدودیت‌های آن را در وضوح و حساسیت برطرف می‌کنند. فناوری‌های نوظهور آشکارساز، مانند طراحی بدون پنجره و سیستم‌های چندآشکارساز، نویدبخش بهبود بیشتر کارایی سیگنال و قابلیت تشخیص عناصر هستند. ترکیب EDS با یادگیری ماشین و هوش مصنوعی برای تفسیر داده‌ها نیز یک جبهه هیجان‌انگیز است.
1. 1 2 3 4  Allen, Leslie J.; D’Alfonso, Adrian J.; Freitag, Bert; Klenov, Dmitri O. (2012-01). "Chemical mapping at atomic resolution using energy-dispersive x-ray spectroscopy". MRS Bulletin (به انگلیسی). 37 (1): 47–52. doi:10.1557/mrs.2011.331. ISSN 0883-7694. {{cite journal}}: Check date values in: |date= (help)
2. 1 2  «Energy Dispersive X-ray Spectroscopy». doi:https://doi.org/10.1016/B978-0-12-814182-3.00021-3 مقدار |doi= را بررسی کنید (کمک).
3. ↑  «Energy Dispersive X-ray Spectroscopy». doi:https://doi.org/10.1007/978-4-431-66988-3_4 مقدار |doi= را بررسی کنید (کمک).